# Lac Becharof
Pour les articles homonymes, voir Becharof.
Le lac Becharof (en anglais : Becharof Lake) est un lac situé dans la péninsule d'Alaska, dans l'État d'Alaska aux États-Unis. Il mesure soixante kilomètres de longueur avec une superficie de 1 170 km2. Il est situé dans la chaîne aléoutienne, dans le borough de Lake and Peninsula.
Son nom lui a été attribué en 1868 par le naturaliste William Healey Dall, donné d'après celui du navigateur russe Dimitry Becharof, originaire de Kodiak, qui a exploré l'Alaska en 1788 et 1791.
Le lac Becharof est le second lac d'Alaska par sa taille, après le lac Iliamna, et le quatorzième des États-Unis.